# John Bennett (lekkoatleta)
John Dale Bennett (ur. 14 listopada 1930 w Grand Forks) – amerykański lekkoatleta specjalizujący się w skoku w dal, uczestnik letnich igrzysk olimpijskich w Melbourne (1956), srebrny medalista olimpijski w skoku w dal.

## Sukcesy sportowe
- trzykrotny medalista mistrzostw Stanów Zjednoczonych w skoku w dal – złoty (1954) oraz dwukrotnie srebrny (1955, 1957)[1]
- dwukrotny mistrz National Collegiate Athletic Association w skoku w dal – 1953, 1954[2]

| Rok  | Miasto    | Zawody                   | Konkurencja                   | Wynik                     |
| ---- | --------- | ------------------------ | ----------------------------- | ------------------------- |
| 1955 | Meksyk    | Igrzyska panamerykańskie | skok w dal sztafeta 4 × 100 m | srebrny medal złoty medal |
| 1956 | Melbourne | Igrzyska olimpijskie     | skok w dal                    | srebrny medal             |

## Rekordy życiowe
- skok w dal – 8,01 – Meksyk – 14/03/1955